# Rio Sunwapta
O rio Sunwapta é um rio de Alberta, no Canadá. É um dos principais afluentes do rio Athabasca. Nasce no glaciar Athabasca e percorre o Parque Nacional Jasper.
O Sunwapta nasce perto do campo de gelo Columbia no vale a oeste-noroeste do passo Sunwapta, que separa o Parque Nacional Jasper do Parque Nacional Banff. Muitos quilómetros a jusante fica o lago Sunwapta, no sopé do glaciar Athabasca, que se considera como a nascente do rio. O percurso do rio Sunwapta continua para noroeste através do Parque Nacional Jasper, seguindo o Icefields Parkway, e termina na confluência no rio Athabasca pouco depois das cataratas Sunwapta.
Sunwapta provém da língua stoney e significa «rio turbulento». O geólogo A.P. Coleman deu o nome ao rio em 1892.